# Cleisostoma pacificum
Cleisostoma pacificum är en orkidéart som beskrevs av Phillip James Cribb och Beverley Ann Lewis. Cleisostoma pacificum ingår i släktet Cleisostoma, och familjen orkidéer. Inga underarter finns listade i Catalogue of Life.